# ستيفن ماران
ستيفن بي ماران (بالإنجليزية: Stephen P. Maran)‏ عالم فلك أمريكي معروف شعبيا بكتبه وبمقالاته ومحاضراته الشعبية لعامة الناس، بما في ذلك علم الفلك للأغبياء.

## حياته السابقة
ولد ماران في بروكلين، تعلم علم الفلك من خلال زيارته لقبة هايديين السماوية، ومن خلال رؤية السماء من ملعب برونكس المهجور للجولف. حصل ماران على الشهادة الثانوية من مدرسة نيويورك ستيفيسانت عام 1955 قبل أن يلتحق بكلية بروكلين ويحصل منها على دررجة البكالريوس في الفيزياء عام 1959. التجق بعد ذلك بجامعة ميشيغان ليبدأ في تحضير دراسته العليا حيث حصل منها على درجتي لماجستير والدكتوراه في عامي 1961 و 1964 على التوالي.
ماران متزوج من الصحفية سالي سكوت ماران ورزق منها بثلاث أطفال.

## الحياة العملية
عمل ماران عالما في الفيزياء الفلكية في مركز غودارد لرحلات الفضاء التابع لوكالة ناسا لمدة 35 عاما في الفترة ما بين عام 1969 إلى عام 2004. شغل خلال تلك الفترة العديد من المناصب فكان المسؤول البحثي للفريق، عالم مشروع ورئيس التحقيقات كما قام بالمشاركة في عمليات البحث في عدد من المهام بما في ذلك تلسكوب هابل الفضائي. شغل ماران منصب المساعد الأول لمدير علوم الفضاء للمعلومات في الفترة ما بين عام 1995 وحتى عام 2004، كما كان المشرف الأصلي على برنامج ناسا للتحديث الفضائي والذي تم بثه عبر التلفزيون بداية من عام 1991. ثم عمل لمدة 25 عام كمسؤول صحفي في الجمعية الفلكية الأمريكية ابتداءً من عام 1984 وحتى عام 2009.

## الجوائز
تلفى ماران العديد من الجوائز خلال حياته العملية مثل:
- في عام 1991، حصل ماران على وسام ناسا للإنجازات الاستثنائية لوكالة ناسا. في العام نفسه جائزة كلومبي-روبرتس.
- في عام 2007، حصل على جائزة فان بيسبوركك.
- في عام 2011، حصل على جائزة اندرو جيمانت.

تم إطلاق اسم ستيفن ماران على إحدى الكواكب الصغيرة الذي تم اكتشافه في عام 1992 من قبل الاتحاد الفلكي الدولي تكريما له على مجمل أعماله وتخليدا لذكراه.

## الكتب
- ماران ستيفن (1991)، موسوعة علم الفلك وعلم الفيزياء الفلكية. ردمك 978-0471289418.
- ماران ستيفن (2012)، علم الفلك الخاص للأغبياء (الطبعة الثالثة). ردمك 978-1118376973.
- ماران ستيفن (2009)، عالم جاليليو الجديد والثورة على فهمنا للكون. ردمك 978-1-933771-59-5.
- ستيفن ب. ماران ولورانس أي، موسوعة بلوتو الوثائقية 2009.

## وصلات خارجية
- ستيفن ماران- الجمعية الفلكية الأمريكية.
- علم الفلك للأغبياء- جود ريدز